# バーニー (楽器)
バーニー（Burny）は、日本の楽器メーカーのフェルナンデスが保有するギター・ベースのブランドである。ギブソンのエレキギターのコピーモデルを主とし、現在ではオリジナルのデザインのギターもラインナップしている。1970年代にはストラトのコピーモデル（Burny OldsおよびBurny Custom）の名前としても使用されていた。

## 歴史
フェルナンデス社は1969年に日本で設立され、ギブソン系コピーモデルにはバーニー（Burny）ブランド、フェンダー系コピーモデルにはフェルナンデス（Fernandes）ブランドを使用している。バーニーのレスポールコピーモデルは1970年代中旬に登場した。

## 特徴
多くの場合、日本円での本体価格を1000分の1した数字がモデル名に含まれている（例：FLG-90 = 90,000円）。
バーニーのハイエンドモデルには、1985年以降、VH-1ギブソンPAFスタイルのピックアップが取り付けられていた。1985年から1987年までの初期のVH-1ピックアップは、約7.5kΩのDC抵抗、手巻き、アルニコ磁石という構成となっている。1987年以降のVH-1ピックアップは約8.2kΩのDC抵抗で、使用される磁石はフェライト磁石であり、また製造時にロウ漬け（ポッティング）されていない。また、初期のVH-1ピックアップの配線は金属製の編組シールドが使用されていたが、その後はプラスチックの被覆線に置き換えられた。
ハイエンドモデルにはフレットを縁取るバインディングがある。また、ほとんどのモデルは薄いポリウレタンフィニッシュで仕上げられていて、ニトロセルロースラッカーフィニッシュは少数のハイエンドモデルにのみ使用される。
初期のレスポールモデルには、ヘッドストックに「Les Paul MODEL」のロゴがあったが、1981年に「SUPER GRADE MODEL」のロゴに変更された。FLG-XXバーニーモデルは、1970年代半ばから1980年代初頭にかけて製造された。RLG-XXバーニーモデルは1980年代初頭以降に製造された。また、VH-1ピックアップを搭載しフレットにバインディングを施したRandy Rhoads LC-70RR などのシグネチャーモデルも製造していた。現在は販売されていないが、かつてはアコースティックギターもラインナップしていた。
フェルナンデス社は自社工場を持っていないため、フェルナンデス・バーニー両ブランドのギター・ベースの製造は外部の工場に委託している。寺田楽器は、1970年代中頃から後半と1980年代初頭にFLG-240、FLG-150、FLG-90（レスポールタイプ）とFSA-80（セミアコースティックタイプ）などを製造した。東海楽器製造は、1970年代後半にFLGシリーズを製造していた。マツモク工業は、1980年代から1987年2月に工場を閉鎖するまで、RLG-150、RLG-120、RLG-90などを生産していた。他にも、春日楽器、ダイナ楽器、フジゲン（1990年代にはGuns N 'Roses"モデルのLG75GRも製造している）などがバーニーのギターの製造にあたった。また、アトランシアは、フェルナンデスにボディとネックのパーツを供給した。アコースティックギターは1982年までは林楽器によって、1982年からはヘッドウェイによって製造されていた。また、中国、アメリカ合衆国、韓国、ベトナムといった国々の企業にも製造を委託しており、このうち中国製のものは現在台湾のヤコ（雅歌楽器/Yako Musical Instruments）によって製造されている。
1970年代と1980年代の一部のバーニーギターには、一部のグレコギターで使用されていたのと同様のほぞとダボのセットネックジョイントがあった。1980年代の一部のBurnyギターには、多くのマツモク工業製のAriaギターでも使用されている松目ボルトのほぞが付いていた。

## 主なラインナップ

### ギター

#### RLGシリーズ
ギブソン・レスポール・スタンダードのコピーモデル。

#### RLCシリーズ
ギブソン・レスポール・カスタムのコピーモデル。

#### BLCシリーズ
レスポールシェイプのセミホロウタイプのギター。ギブソンのES-レスポールのコピーモデルともいえるが、ラインナップはレスポール・カスタムタイプのみで、ES-レスポールにはあるレスポール・スタンダードタイプは販売されていない。

#### RSAシリーズ
ギブソン・ES-335のコピーモデル。

#### RSGシリーズ
ギブソン・SGのコピーモデル。

#### Hシリーズ
ファイヤーバードを変形させたような2ハムバッカーのボディに、B.C.リッチコピーシリーズのヘッド、TOM（チューンオーマチック）ブリッジのモデル。「シャチ」「くじら」等の愛称がある。アメリカ仕様はFERNANDESブランドで販売され、名称はVertigo。

#### LGシリーズ
1997年VOICE～カタログモデル。LG-480、LG-550（ボディトップグラフィックグラデーション）。レスポールシェイプのアーチトップワンピースのコンター無しバスウッド薄型ボディにメイプル628mmボルトオンのネックジョイント。2ハム（FVH101、FVH-1001）。シールド差込口はビルトインジャック。入門モデル。

#### LSシリーズ
1992年～2001年カタログモデル。レスポール系のシングルカッタウェイの外形にアレンジを加えたオリジナルのフラットトップのソリッドボディやメイプルトップ、
マホガニーバックのボディ他。B.C.リッチコピーシリーズのヘッドのモデル。ヒールカットされていないボルトオンネックジョイント、TOM（チューンオーマチック）ブリッジ。一時期は契約ミュージシャンも多く使用していたが、Hシリーズの様に定着はしなかった。アメリカ仕様はFERNANDESブランドで、名称はMONTEREY。

#### Bシリーズ
ギブソン社のアコースティック・ギターのコピーモデル。J-45のコピーモデルには「BJ」、ダヴのコピーモデルには「BD」、ハミングバードのコピーモデルには「BH」のプレフィックスがつけられていた。
Bシリーズは長野県松本市の林ギター製作所およびヘッドウェイで制作されていたと言われる。ヘッドウェイで制作された個体には、ラベルに百瀬恭夫のサインが入れられている場合が多い。

### ベース

#### UB-ELTシリーズ
変形タイプ。

#### BEBシリーズ
ギブソン・SG・ベースのコピーモデル。

#### TBシリーズ
ギブソン・サンダーバードのコピーモデル。

#### FVBシリーズ
ギブソン・フライングV・ベースのコピーモデル。

#### LPB-CUSTOMシリーズ
ギブソン・レスポール・ベース（カスタム）のコピーモデル。

#### LPB-STANDARDシリーズ
ギブソン・レスポール・ベース（スタンダード）のコピーモデル。
他多数。

## 使用アーティスト
- hide - モッキンバードタイプの使用で有名。アーティストモデルが存在[13]。
- NAOKI (10-FEET) [14]